# Erika Lehmann
Erika Lehmann (1917 - ?) conocida clandestinamente como «Lorelei». Fue una espía de la Alemania Nazi durante la Segunda Guerra Mundial. 
Según algunos pocos datos obtenidos, Erika Lehmann nació en Oberschopfheim, Alemania. Lehmann aprendió inglés desde niña, de su madre británica (su padre era alemán). Durante la Segunda Guerra Mundial, ella sirvió como Agente Operativo para el Servicio de Espionaje del Ejército Abwehr, bajo las órdenes del Almirante Wilhelm Canaris. Realizó al menos dos misiones de espionaje en territorios de habla inglesa durante la guerra: una en Inglaterra y una en los Estados Unidos. Mayores detalles sobre Erika Lehmann están contenidos en documentos preservados por los Archivos soviéticos. Recientemente se ha podido evidenciar que Lehmann llegó a hacer amistad con Eva Braun, la amante y posteriormente esposa del dictador Adolf Hitler, habiendo sido fotografiada en el Berghof, residencia de Hitler en el Obersalzberg, durante el verano de 1942, lo que pudiera arrojar luz sobre los manejos de información que mantenía el Abwehr sobre la vida privada de Hitler, que fueron usados evidentemente durante los preparativos del fallido intento de asesinato del dictador nazi en julio de 1944.
Se desconoce su paradero posterior a la finalización de la Segunda Guerra Mundial. Se han escrito dos novelas sobre Lehmann por el autor Mike Whicker.